# エルネスト・カント
エルネスト・カント・グディーニョ（Ernesto Canto Gudiño、1959年11月18日 - 2020年11月20日）は、メキシコの陸上競技選手で、主に20km競歩で活躍した選手。
1983年世界陸上競技選手権大会の20km競歩で金メダルを獲得、1984年ロサンゼルスオリンピック20km競歩でも金メダルを獲得した。

## 主な実績
| 年   | 大会                   | 場所                         | 種目     | 結果 | 記録    |
| ---- | ---------------------- | ---------------------------- | -------- | ---- | ------- |
| 1981 | IAAFワールドカップ競歩 | バレンシア(スペイン)         | 20km競歩 | 金   | 1:23.52 |
| 1983 | IAAFワールドカップ競歩 | ベルゲン(ノルウェー)         | 20km競歩 | 銀   | 1:19.41 |
| 1983 | 世界陸上選手権         | ヘルシンキ(フィンランド)     | 20km競歩 | 金   | 1:20.49 |
| 1983 | パンアメリカン競技大会 | カラカス(ベネズエラ)         | 20km競歩 | 金   | 1:28.12 |
| 1984 | オリンピック           | ロサンゼルス(アメリカ合衆国) | 20km競歩 | 金   | 1:23.13 |
| 1991 | IAAFワールドカップ競歩 | サンノゼ(アメリカ合衆国)     | 20km競歩 | 銀   | 1:20.46 |